# The One I Love
Ne doit pas être confondu avec The One I Love (film).
Singles de R.E.M.
Superman
(1986) It's the End of the World as We Know It (And I Feel Fine)
(1987)
Pistes de Document
It's the End of the World as We Know It (And I Feel Fine) Fireplace
The One I Love est une chanson du groupe de rock alternatif américain R.E.M., extrait de l'album Document, sorti en 1987. Cette chanson est leur premier grand succès, atteignant la 9e place au Billboard Hot 100, la 14e au Canada et la 16e place dans les UK Singles Chart pour sa sortie en 1991 au Royaume-Uni. The One I Love est l'une des chansons inclus dans Guitar Hero: World Tour et Guitar Hero: On Tour Decades.
Le clip vidéo a été réalisé par Robert Longo, le directeur de la photographie étant Alton Brown, qui est plus tard devenu chef pour la chaîne de cuisine Food Network.
En mars 2005, le magazine Q a classé la chanson 57e dans la liste des 100 plus grandes pistes de guitare (« 100 Greatest Guitar Tracks »).
La chanson est également parue sur R.E.M. Live.

## Structure et paroles
The One I Love est devenue une chanson de radio populaire dédiée aux amoureux à cause d'une interprétation possible des paroles du refrain : « This one goes out to the one I love » (« [Cette chanson] est dédiée à celle que j'aime »), alors que le couplet précise : « A simple prop to occupy my time » (« Un simple accessoire pour occuper mon temps »). Michael Stipe a dit dans une interview donnée en 1987 au magazine Rolling Stone : « J'ai toujours laissé de la place à l'interprétation. C'est probablement mieux qu'ils pensent que c'est une chanson d'amour pour le moment,. » Cependant, dans une interview en janvier 1988 dans le magazine Musician, il dit que la chanson est « incroyablement violente » et ajoute : « Il est très clair qu'elle parle d'utiliser les gens encore et encore,. »
La chanson ne comporte que trois couplets et les deux premiers sont identiques. Dans le troisième, seule la phrase « A simple prop to occupy my time. » change de temps de conjugaison pour devenir, au passé : « another prop has occupied my time. » Le refrain n'est composé que du mot « Fire » répété de nombreuses fois, sur des chœurs chantés par Mike Mills : « She's coming down on her own now/Coming down on her own » (« Elle descend toute seule maintenant / descend toute seule ».

## Liste des pistes
Toutes les chansons sont écrites par Bill Berry, Peter Buck, Mike Mills et Michael Stipe sauf indication contraire.
1. The One I Love – 3:16
2. Maps and Legends (Live)[A 1] – 3:15

### 12": IRS / IRS-23792 (États-Unis)
1. The One I Love - 3:16
2. The One I Love (Live)[A 1] – 4:06
3. Maps and Legends (Live)[A 1] – 3:15

### 12": IRS / IRMT 146 (Royaume-Uni)
1. The One I Love - 3:16
2. Last Date (Floyd Cramer) – 2:16
3. Disturbance At The Heron House (Live)[A 1] – 3:26

Notes
1. 1 2 3 4  Enregistré à McCabe's Guitar Shop, à Santa Monica en Californie; 24 mai 1987.

## Sortie et réception
En mars 2005, le magazine Q a classé la chanson 57e dans la liste des 100 plus grandes pistes de guitare (« 100 Greatest Guitar Tracks »).

## Représentations et reprises
Les Butthole Surfers, après avoir emménagé à Athens, ont repris The One I Love d'une façon plus violente. Pour cette reprise, Gibby Haynes, le chanteur, brûle des dollars américains. Peter Buck dit à ce sujet : « J'ai un bootleg de leur reprise. J'ai trouvé génial que les Butthole prennent le temps d'apprendre une de nos chansons,. »
La chanson a également été reprise en 2011, cette fois sur un air plus mélancolique, par le groupe Your Favorite Enemies durant le talk-show Bla Bla Bla diffusé sur YouTube.
The One I Love a été utilisée comme chanson à interpréter dans les jeux vidéo Guitar Hero: World Tour et Guitar Hero: On Tour Decades.

## Charts
| Chart (1987/1991)                     | Meilleure position |
| ------------------------------------- | ------------------ |
| Charts canadiens                      | 11                 |
| Charts néerlandais                    | 69                 |
| Charts allemands                      | 81                 |
| Charts irlandais,                     | 5                  |
| Charts anglais,                       | 16                 |
| U.S. Billboard Hot 100                | 9                  |
| U.S. Billboard Mainstream Rock Tracks | 2                  |

Notes
1. ↑  Classement atteint en 1991.
2. ↑  Le single a initialement atteint la 51e place au Royaume-Uni, mais quand la chanson est ressortie en 1991, elle a atteint la 16e position

## Source
- (en) Cet article est partiellement ou en totalité issu de l’article de Wikipédia en anglais intitulé « The One I Love (R.E.M. song) » (voir la liste des auteurs).